# Red Wings Airlines

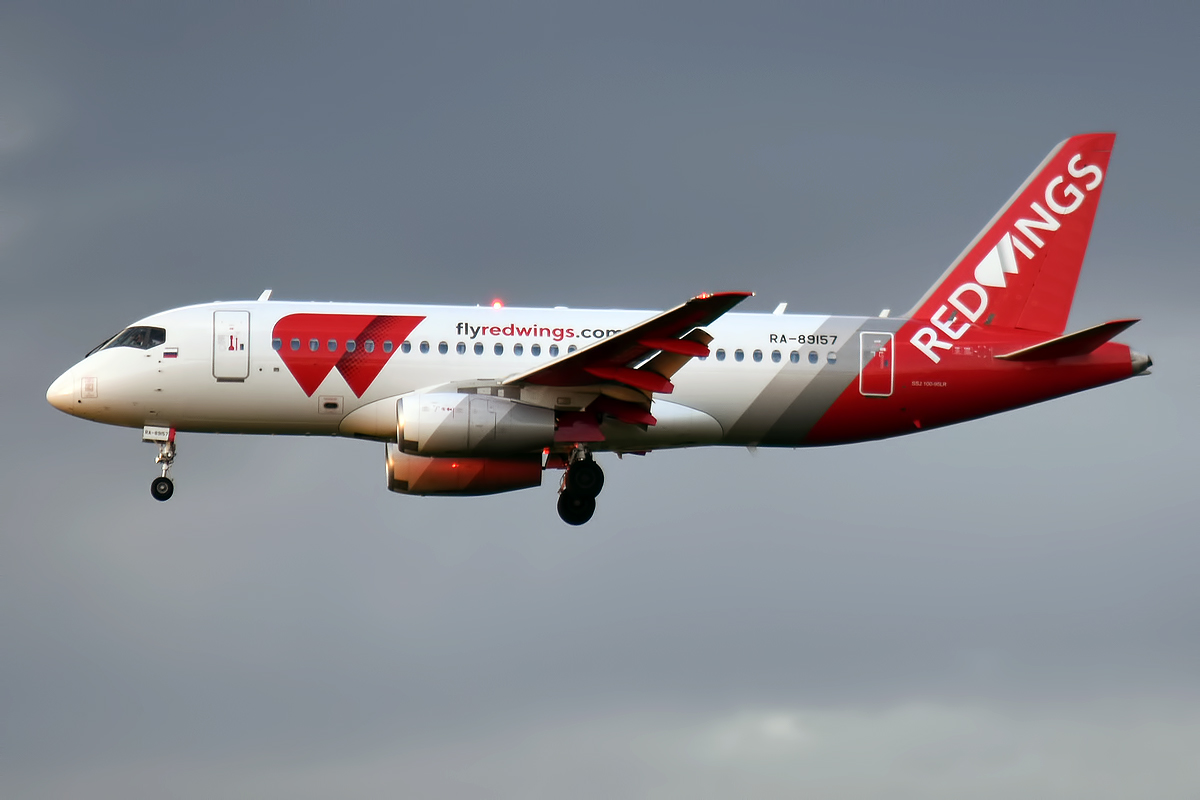
Sukhoi Superjet 100-95LR

Red Wings Airlines (code AITA : WZ ; code OACI : RWZ) est une compagnie aérienne russe spécialisée dans les vols charter et réguliers au départ de Moscou.

## Historique
Red Wings est fondée en 1999 sous l'appellation VARZ-400 (Vnukovo Avia Repair Factory), puis opère entre 2001 et 2007 sous le nom de Airlines 400. À la suite du crash d'un de ses appareils le 29 décembre 2012, l'agence fédérale du transport aérien Rosaviatsia (équivalent russe de l'EASA ou de la FAA) suspend la licence de vol de la compagnie en février 2013 pour une durée de trois mois[réf. souhaitée]. Le propriétaire, Alexandre Lebedev, pense que la Russie préfère « suspendre Red Wings plutôt que le Tupolev ».
En avril 2013, Lebedev vend la compagnie aérienne au prix d'un rouble symbolique (soit 2 centimes d'euros). Après renouvellement de la licence de la compagnie, les retours des vols est prévu quelques mois plus tard.

## Flotte

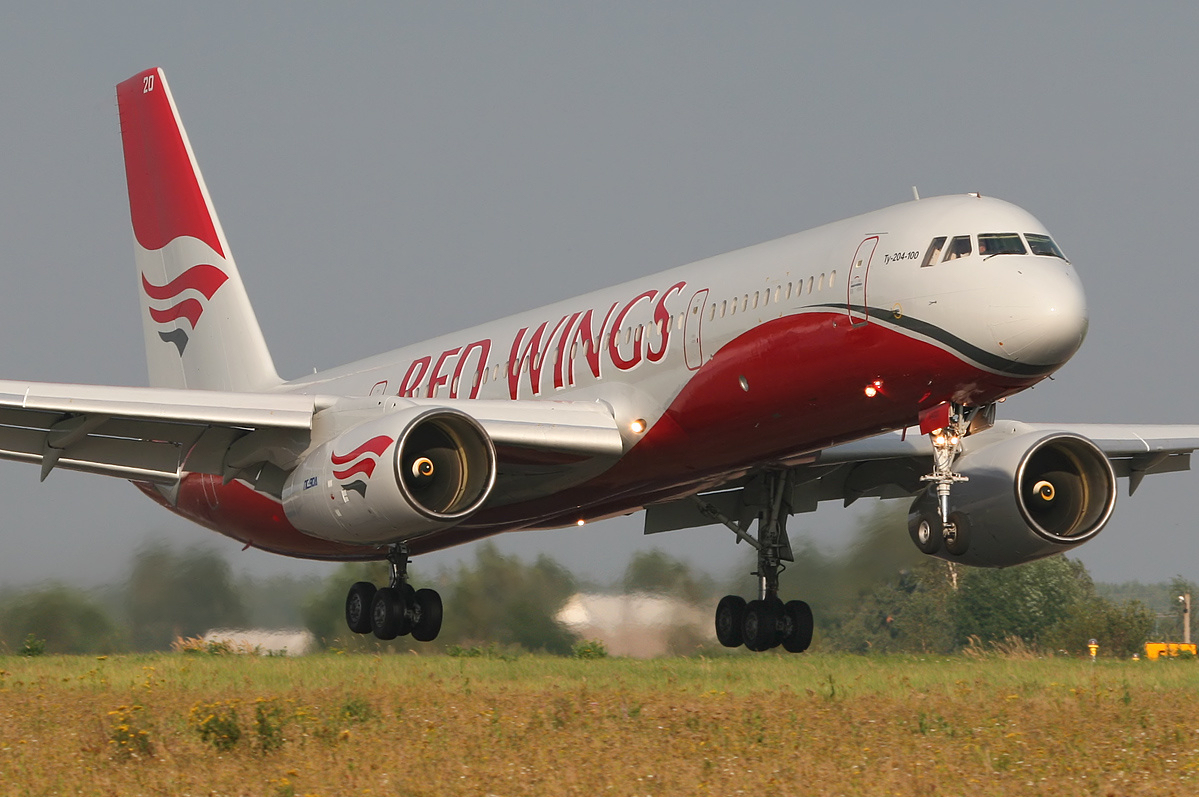
Red Wings Airlines Tu-204-100.

En septembre 2020, la flotte de la compagnie est composée de trois types d'appareils différents et compte 17 appareils au total :

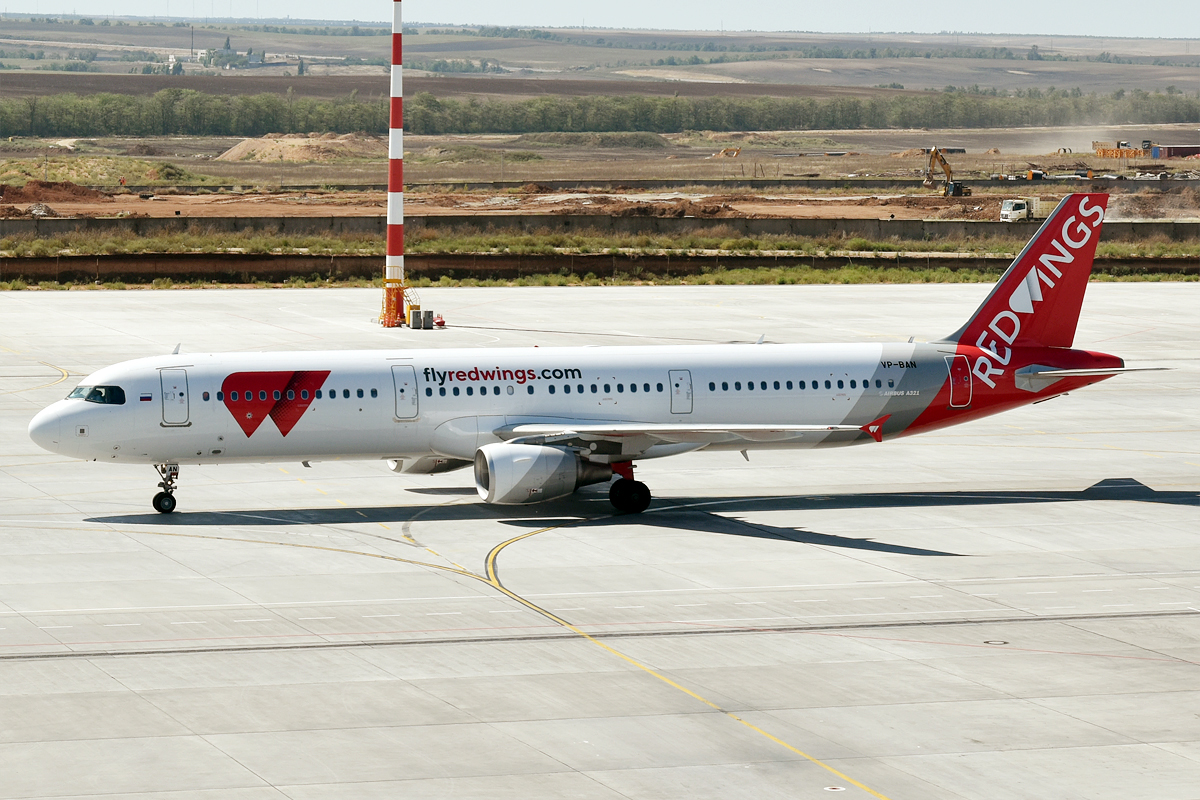
Airbus A321 avec la nouvelle livrée.

## Accident
Le 29 décembre 2012 à 12 h 30 GMT, un Tupolev Tu-204 de la compagnie, portant le numéro 47, fait un atterrissage d'urgence à l'aéroport de Moscou-Vnoukovo et se brise en plusieurs morceaux. Sur les huit personnes à bord (seul l’équipage était présent), cinq perdent la vie.

## Réseau
Red Wings assure principalement des vols charter vers des destinations russes et touristiques. Depuis le 25 juin 2012, la compagnie a également effectué des vols réguliers entre Moscou et Kaliningrad.

## Galerie photos

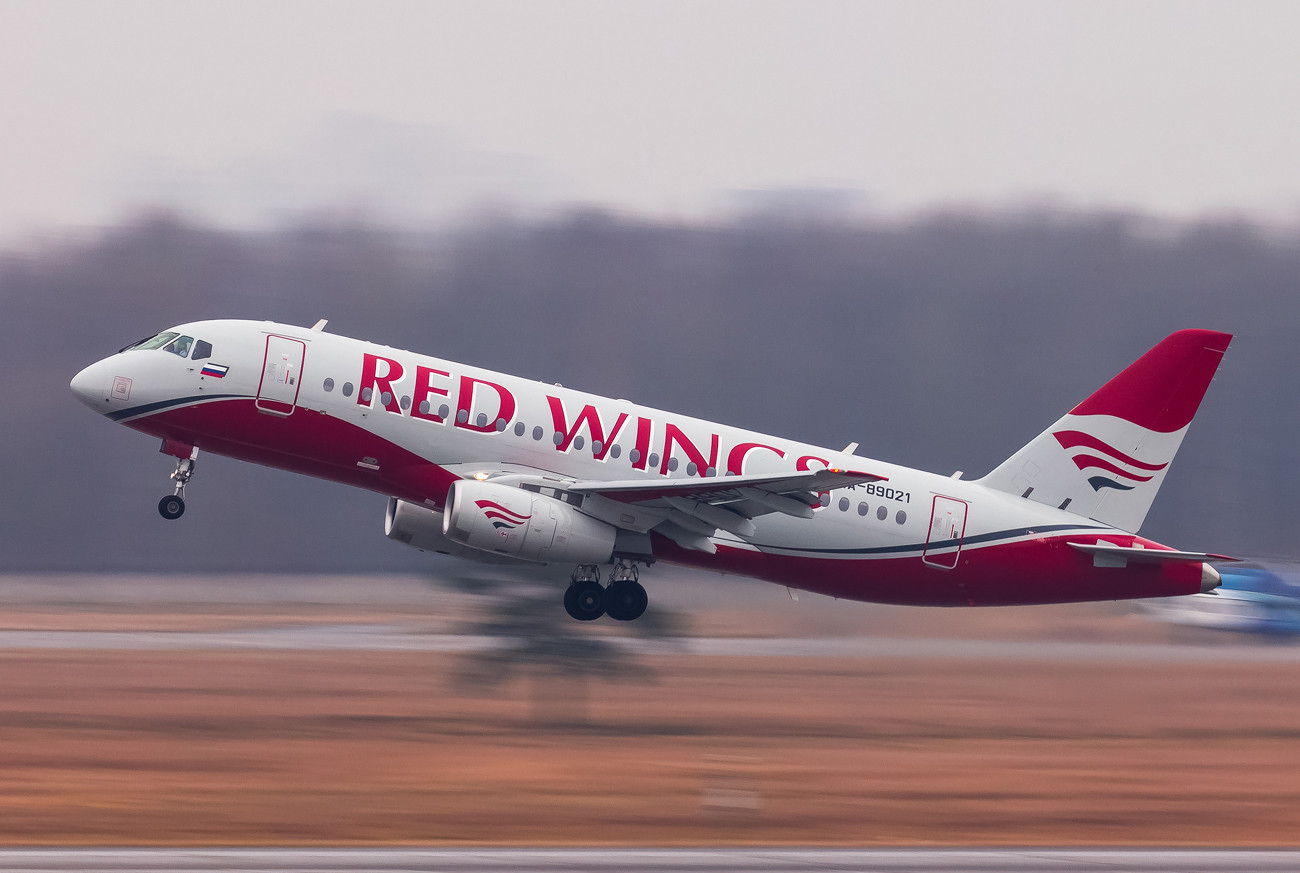
Décollage d'un Soukhoï Superjet à l'aéroport de Poulkovo.
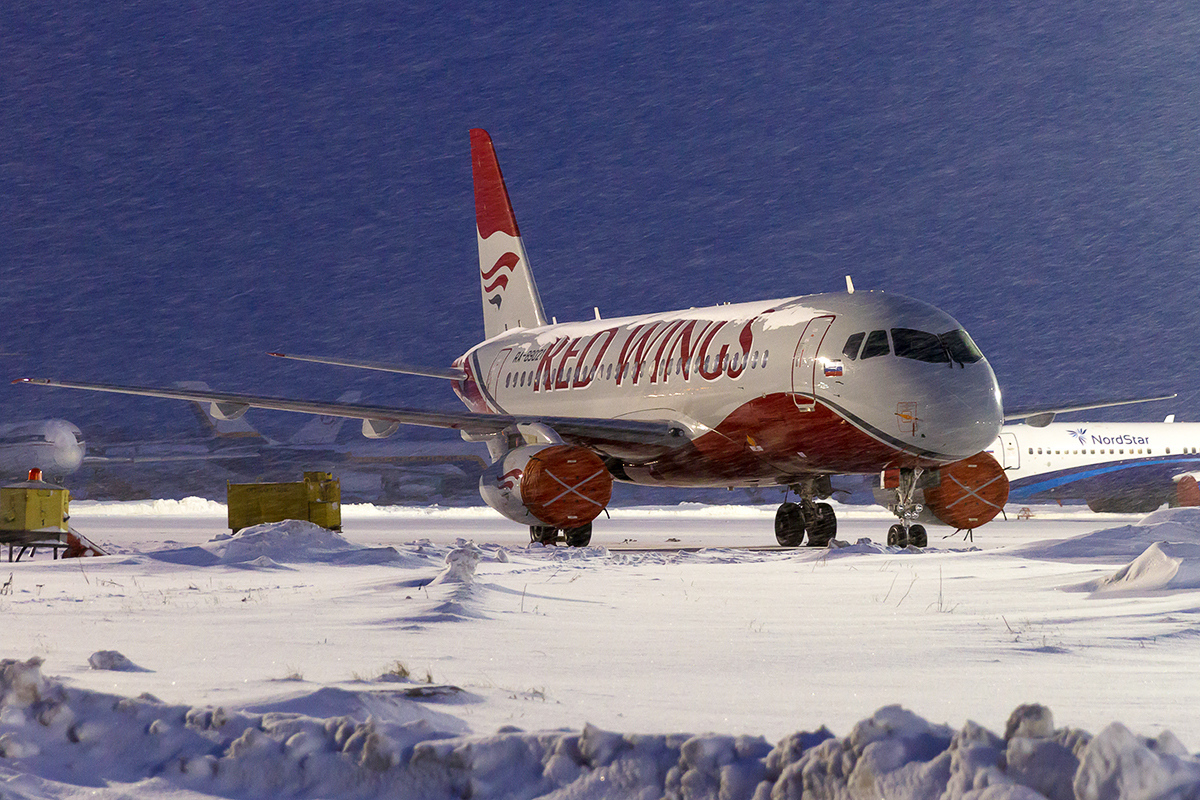
Soukhoï SuperJet 100 de Red Wings Airlines.
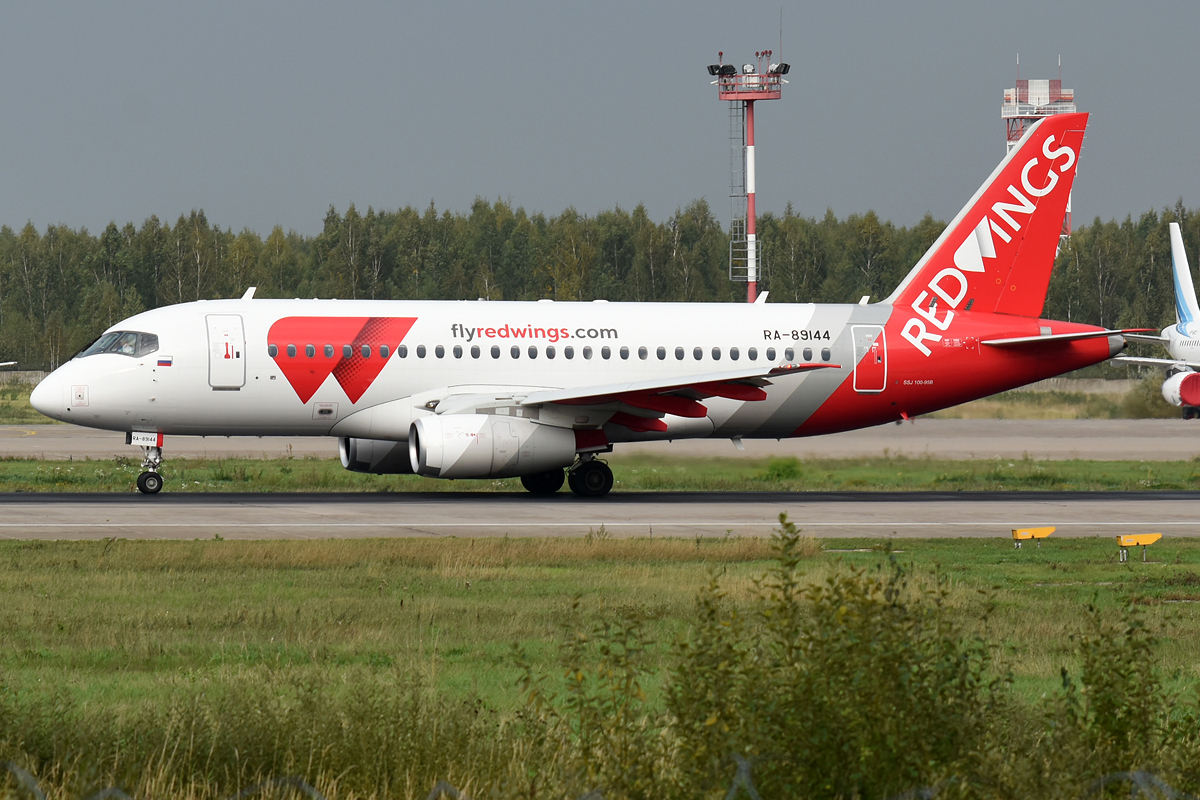
Soukhoï SuperJet 100 de Red Wings Airlines
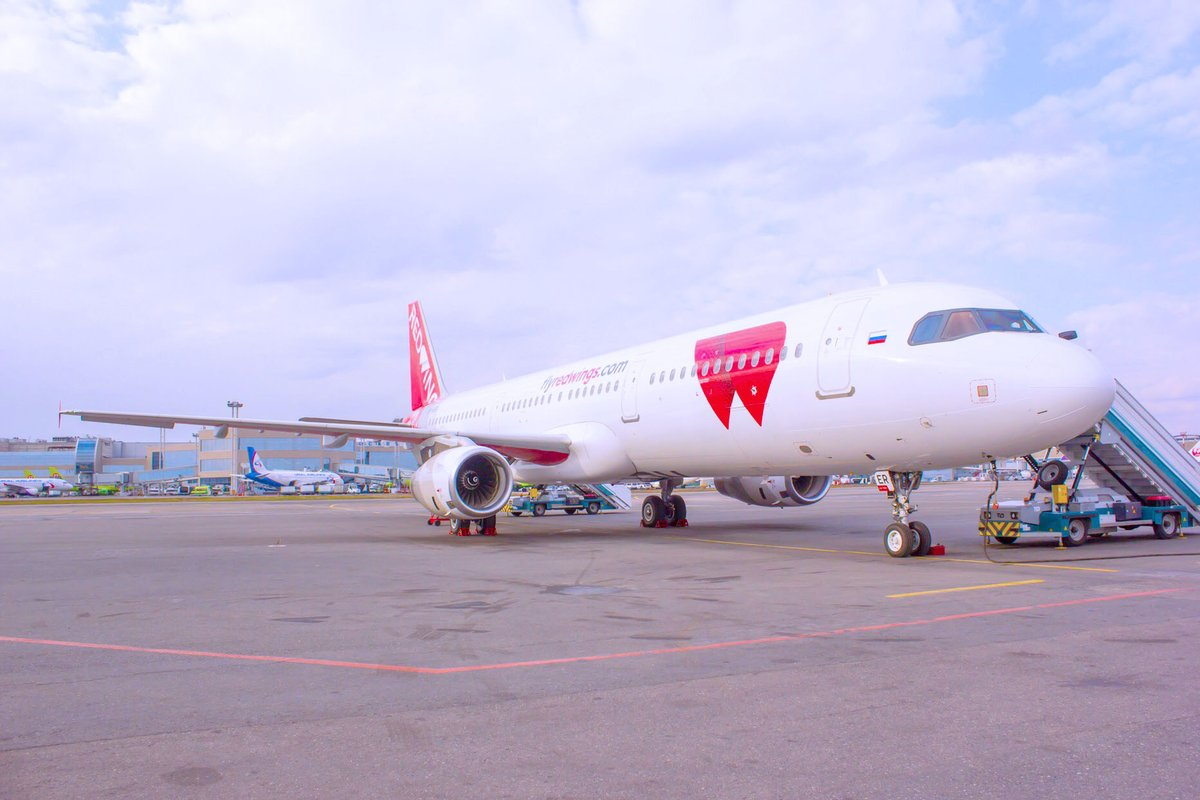
Nouvelles couleurs de la compagnie.